# Partecipanti alla Classic Brugge-De Panne 2025
Elenco dei partecipanti alla Classic Brugge-De Panne 2025.
La Classic Brugge-De Panne 2025 è stata la quarantanovesima edizione della corsa. Alla competizione presero parte 24 squadre: 16 UCI World Tour 2025 e otto UCI ProTeam.
Ciascuna delle squadre è composta da sette ciclisti, per un totale di 168 accreditati alla partenza.

## Corridori per squadra
Nota: R ritirato, NP non partito, FT fuori tempo, SQ squalificato
| Alpecin-Deceuninck    | Alpecin-Deceuninck    | Alpecin-Deceuninck    | Team Visma-Lease a Bike | Team Visma-Lease a Bike | Team Visma-Lease a Bike | Soudal Quick-Step       | Soudal Quick-Step       | Soudal Quick-Step       |
| --------------------- | --------------------- | --------------------- | ----------------------- | ----------------------- | ----------------------- | ----------------------- | ----------------------- | ----------------------- |
| Nº                    | Ciclista              | Clas.                 | Nº                      | Ciclista                | Clas.                   | Nº                      | Ciclista                | Clas.                   |
| 1                     | Jasper Philipsen      | 47º                   | 11                      | Olav Kooij              | 140º                    | 21                      | Tim Merlier             | R                       |
| 2                     | Samuel Gaze           | 107º                  | 12                      | Niklas Behrens          | R                       | 22                      | Ayco Bastiaens          | 122º                    |
| 3                     | Robbe Ghys            | 132º                  | 13                      | Victor Campenaerts      | R                       | 23                      | Yves Lampaert           | 119º                    |
| 4                     | Juri Hollmann         | 153º                  | 14                      | Daniel McLay            | 123º                    | 24                      | Luke Lamperti           | 15º                     |
| 5                     | Timo Kielich          | 128º                  | 15                      | Loe van Belle           | 33º                     | 25                      | Bert Van Lerberghe      | 74º                     |
| 6                     | Jonas Rickaert        | 20º                   | 16                      | Tosh Van Der Sande      | 118º                    | 26                      | Warre Vangheluwe        | 117º                    |
| 7                     | F. Van Den Bossche    | 14º                   | 17                      | Julien Vermote          | 101º                    | 27                      | Josef Černý             | 110º                    |
| Lidl-Trek             | Lidl-Trek             | Lidl-Trek             | Intermarché-Wanty       | Intermarché-Wanty       | Intermarché-Wanty       | Red Bull-Bora-Hansgrohe | Red Bull-Bora-Hansgrohe | Red Bull-Bora-Hansgrohe |
| Nº                    | Ciclista              | Clas.                 | Nº                      | Ciclista                | Clas.                   | Nº                      | Ciclista                | Clas.                   |
| 31                    | Jonathan Milan        | 2º                    | 41                      | Arne Marit              | 147º                    | 51                      | Sam Welsford            | 10º                     |
| 32                    | Simone Consonni       | 18º                   | 42                      | Huub Artz               | R                       | 52                      | Filip Maciejuk          | 89º                     |
| 33                    | Tim Declercq          | 94º                   | 43                      | Laurenz Rex             | 8º                      | 53                      | Gianni Moscon           | 111º                    |
| 34                    | Daan Hoole            | R                     | 44                      | Gerben Thijssen         | 145º                    | 54                      | Ryan Mullen             | 77º                     |
| 35                    | Jacopo Mosca          | 120º                  | 45                      | Taco van der Hoorn      | NP                      | 55                      | Mick van Dijke          | R                       |
| 36                    | Tim Torn Teutenberg   | 121º                  | 46                      | Gijs Van Hoecke         | 34º                     | 56                      | Oier Lazkano            | 112º                    |
| 37                    | Edward Theuns         | 125º                  | 47                      | Roel Sintmaartensdijk   | 36º                     | 57                      | Danny van Poppel        | 17º                     |
| UAE Team Emirates XRG | UAE Team Emirates XRG | UAE Team Emirates XRG | Movistar Team           | Movistar Team           | Movistar Team           | EF Education-EasyPost   | EF Education-EasyPost   | EF Education-EasyPost   |
| Nº                    | Ciclista              | Clas.                 | Nº                      | Ciclista                | Clas.                   | Nº                      | Ciclista                | Clas.                   |
| 61                    | Florian Vermeersch    | 45º                   | 71                      | Mathias Norsgaard       | 61º                     | 81                      | Vincenzo Albanese       | 105º                    |
| 62                    | Vegard S. Laengen     | 79º                   | 72                      | Orluis Aular            | 23º                     | 82                      | Owain Doull             | 31º                     |
| 63                    | Mikkel Bjerg          | 46º                   | 73                      | Manlio Moro             | 62º                     | 83                      | Madis Mihkels           | 3º                      |
| 64                    | Filippo Baroncini     | 32º                   | 74                      | Gonzalo Serrano         | 83º                     | 84                      | Jack Rootkin-Gray       | 106º                    |
| 65                    | Rune Herregodts       | R                     | 75                      | Davide Cimolai          | 97º                     | 85                      | Harry Sweeny            | 75º                     |
| 66                    | Juan Sebastián Molano | 1º                    | 76                      | Iván García Cortina     | 82º                     | 86                      | Yuhi Todome             | R                       |
| 67                    | António Morgado       | 84º                   | 77                      | Lorenzo Milesi          | 53º                     | 87                      | Max Walker              | 108º                    |
| Groupama-FDJ          | Groupama-FDJ          | Groupama-FDJ          | Bahrain Victorious      | Bahrain Victorious      | Bahrain Victorious      | Team Jayco AlUla        | Team Jayco AlUla        | Team Jayco AlUla        |
| Nº                    | Ciclista              | Clas.                 | Nº                      | Ciclista                | Clas.                   | Nº                      | Ciclista                | Clas.                   |
| 91                    | Cyril Barthe          | 65º                   | 101                     | Phil Bauhaus            | 4º                      | 111                     | Dylan Groenewegen       | 9º                      |
| 92                    | Clément Davy          | 142º                  | 102                     | Alberto Bruttomesso     | 39º                     | 112                     | Robert Donaldson        | 71º                     |
| 93                    | Johan Jacobs          | 26º                   | 103                     | Žak Eržen               | 50º                     | 113                     | Kelland O'Brien         | R                       |
| 94                    | Clément Russo         | 19º                   | 104                     | Vlad Van Mechelen       | 135º                    | 114                     | Elmar Reinders          | 72º                     |
| 95                    | Eddy Le Huitouze      | 130º                  | 105                     | Daniel Skerl            | 90º                     | 115                     | Max Walscheid           | 78º                     |
| 96                    | Paul Penhoët          | 141º                  | 106                     | Roman Ermakov           | 54º                     | 116                     | Patrick Gamper          | 85º                     |
| 97                    | Matthew Walls         | 41º                   | 107                     | Nikias Arndt            | R                       | 117                     | Jelte Krijnsen          | 89º                     |
| Team Picnic PostNL    | Team Picnic PostNL    | Team Picnic PostNL    | Arkéa-B&B Hotels        | Arkéa-B&B Hotels        | Arkéa-B&B Hotels        | Cofidis                 | Cofidis                 | Cofidis                 |
| Nº                    | Ciclista              | Clas.                 | Nº                      | Ciclista                | Clas.                   | Nº                      | Ciclista                | Clas.                   |
| 121                   | Fabio Jakobsen        | R                     | 131                     | Arnaud Démare           | 146º                    | 141                     | Milan Fretin            | 150º                    |
| 122                   | Tobias Lund Andresen  | 21º                   | 132                     | Donavan Grondin         | R                       | 142                     | Piet Allegaert          | 151º                    |
| 123                   | Enzo Leijnse          | 113º                  | 133                     | Léandre Lozouet         | 68º                     | 143                     | Clément Izquierdo       | 96º                     |
| 124                   | Niklas Märkl          | 38º                   | 134                     | Luca Mozzato            | 11º                     | 144                     | Oliver Knight           | 137º                    |
| 125                   | Julius van den Berg   | 92º                   | 135                     | Miles Scotson           | 91º                     | 145                     | Alexis Renard           | 7º                      |
| 126                   | Casper van Uden       | 37º                   | 136                     | Giosuè Epis             | 30º                     | 146                     | Ludovic Robeet          | 80º                     |
| 127                   | Bram Welten           | 114º                  | 137                     | Pierre Thierry          | 48º                     | 147                     | Damien Touzé            | 149º                    |
| XDS Astana Team       | XDS Astana Team       | XDS Astana Team       | Israel-Premier Tech     | Israel-Premier Tech     | Israel-Premier Tech     | Lotto                   | Lotto                   | Lotto                   |
| Nº                    | Ciclista              | Clas.                 | Nº                      | Ciclista                | Clas.                   | Nº                      | Ciclista                | Clas.                   |
| 151                   | Davide Ballerini      | 25º                   | 161                     | Riley Pickrell          | 12º                     | 171                     | Arnaud De Lie           | 126º                    |
| 152                   | Michele Gazzoli       | 67º                   | 162                     | Guillaume Boivin        | 73º                     | 172                     | Jasper De Buyst         | 143º                    |
| 153                   | Evgenij Fëdorov       | 16º                   | 163                     | Pier-André Côté         | 52º                     | 173                     | Joshua Giddings         | 102º                    |
| 154                   | Davide Toneatti       | 57º                   | 164                     | Hugo Hofstetter         | 64º                     | 174                     | Lionel Taminiaux        | 127º                    |
| 155                   | Max Kanter            | 6º                    | 165                     | Nadav Raisberg          | 51º                     | 175                     | Steffen De Schuyteneer  | 28º                     |
| 156                   | Matteo Malucelli      | 133º                  | 166                     | Michael Schwarzmann     | 63º                     | 176                     | Baptiste Veistroffer    | 59º                     |
| 157                   | Alessandro Romele     | 66º                   | 167                     | Tom Van Asbroeck        | 29º                     | 177                     | Elia Viviani            | 42º                     |
| Uno-X Mobility        | Uno-X Mobility        | Uno-X Mobility        | Team Flanders-Baloise   | Team Flanders-Baloise   | Team Flanders-Baloise   | TotalEnergies           | TotalEnergies           | TotalEnergies           |
| Nº                    | Ciclista              | Clas.                 | Nº                      | Ciclista                | Clas.                   | Nº                      | Ciclista                | Clas.                   |
| 181                   | Alexander Kristoff    | 131º                  | 191                     | Tom Crabbe              | 56º                     | 201                     | Lucas Boniface          | 87º                     |
| 182                   | Erlend Blikra         | 5º                    | 192                     | Lindsay De Vylder       | R                       | 202                     | Rayan Boulahoite        | 88º                     |
| 183                   | Stian Fredheim        | 116º                  | 193                     | Victor Vercouillie      | 100º                    | 203                     | Florian Dauphin         | 35º                     |
| 184                   | Jonas Hvideberg       | 81º                   | 194                     | Tuur Dens               | 124º                    | 204                     | Émilien Jeannière       | 22º                     |
| 185                   | Erik Resell           | 27º                   | 195                     | Vince Gerits            | 55º                     | 205                     | Lorrenzo Manzin         | 24º                     |
| 186                   | Søren Wærenskjold     | 58º                   | 196                     | Jules Hesters           | 129º                    | 206                     | Nicola Marcerou         | 86º                     |
| 187                   | Rasmus Bøgh Wallin    | 40º                   | 197                     | Noah Vandenbranden      | R                       | 207                     | Geoffrey Soupe          | 76º                     |
| Wagner Bazin WB       | Wagner Bazin WB       | Wagner Bazin WB       | Tudor Pro Cycling Team  | Tudor Pro Cycling Team  | Tudor Pro Cycling Team  | Unibet Tietema Rockets  | Unibet Tietema Rockets  | Unibet Tietema Rockets  |
| Nº                    | Ciclista              | Clas.                 | Nº                      | Ciclista                | Clas.                   | Nº                      | Ciclista                | Clas.                   |
| 211                   | Pierre Barbier        | 136º                  | 221                     | Alberto Dainese         | 134º                    | 231                     | Joren Bloem             | 103º                    |
| 212                   | Cériel Desal          | 49º                   | 222                     | Robin Froidevaux        | 139º                    | 232                     | Davide Bomboi           | 13º                     |
| 213                   | Michiel Lambrecht     | 60º                   | 223                     | Miká Heming             | 95º                     | 233                     | Jelle Johannink         | 69º                     |
| 214                   | Henri-Francois Haquin | 43º                   | 224                     | Arthur Kluckers         | 98º                     | 234                     | Hartthijs de Vries      | 70º                     |
| 215                   | Jens Reynders         | 44º                   | 225                     | Seb. Kolze Changizi     | 138º                    | 235                     | Tomáš Kopecký           | 115º                    |
| 216                   | Kenneth Van Rooy      | 148º                  | 226                     | Aivaras Mikutis         | 93º                     | 236                     | Lukáš Kubiš             | 109º                    |
| 217                   | Sasha Weemaes         | 144º                  | 227                     | Maikel Zijlaard         | 152º                    | 237                     | Abram Stockman          | 104º                    |